# Los Barrios de Bureba
Los Barrios de Bureba – gmina w Hiszpanii, w prowincji Burgos, w Kastylii i León, o powierzchni 46,72 km². W 2011 roku gmina liczyła 215 mieszkańców.